# Epidemia
Epidemia (с англ. — «Эпидемия») — шестой студийный альбом американской метал группы Ill Nino. Альбом был выпущен 22 октября 2012 года в Victory Records.

## Список композиций
Все тексты песен написаны группой Ill Niño
| №                   | Название                                        | Длительность |
| ------------------- | ----------------------------------------------- | ------------ |
| 1.                  | «The Depression»                                | 3:44         |
| 2.                  | «Only the Unloved»                              | 3:39         |
| 3.                  | «La Epidemia» (feat. Frankie Palmeri of Emmure) | 3:10         |
| 4.                  | «Eva»                                           | 4:12         |
| 5.                  | «Demi-God»                                      | 3:17         |
| 6.                  | «Death Wants More»                              | 3:35         |
| 7.                  | «Escape»                                        | 3:33         |
| 8.                  | «Time Won't Save You»                           | 4:49         |
| 9.                  | «Forgive Me Father»                             | 3:28         |
| 10.                 | «Invisible People»                              | 3:58         |
| Общая длительность: | Общая длительность:                             | 37:25        |

## Участники записи
- Кристиан Мачадо – вокал
- Дэйв Чаварри – ударные
- Лазаро Пина – бас-гитара
- Диего Вердузо – ритм-гитара
- Ару Ластер – соло-гитара
- Даниэль Коуто – перкуссия